# Кальер, Луи-Эктор де
Луи-Эктор де Кальер (12 ноября 1648 года — 26 мая 1703 года) — французский государственный деятель, губернатор Монреаля (1684—1699) и 13-й губернатор Новой Франции с 1698 по 1703 год. Во время его пребывания на посту губернатора Монреаля должность стала особенно важной в связи с «бобровыми войнами»; за свои заслуги в этот период он был награждён престижным крестом Святого Людовика в 1694 году, отчасти благодаря рекомендации де Фронтенака. Кроме того, он сыграл важную роль в определении стратегии, которой придерживалась Новая Франция во время войны королевы Анны.

## Биография
Служил капитаном в Наваррском полку. Прибыл в Канаду в 1684 году и был назначен губернатором Монреаля по просьбе сульпициан, которые были сеньорами острова. Положение колонии в то время было критическим из-за ухода Фронтенака, слабости губернатора де ла Барра и печальной ошибки французского администрации, которая отправила некоторых вождей ирокезов, захваченных в Катаракуи (Кингстон) в качестве галерных рабов во Францию, что испортило отношения с ирокезами, контролировавшими реку Святого Лаврентия.
В 1689 году Кальер предложил Людовику XIV вторгнуться в Новую Англию по суше и морю, и добился повторного назначения Фронтенака на пост губернатора. В 1690 году он отправился на защиту Квебека, который осаждал Уильям Фипс. Доблестный и опытный военный, он помог Фронтенаку спасти Новую Францию от ирокезов и поднять престиж французской власти.
Кальер был одним из первых, кто получил Крест Святого Людовика (1694). Сменив Фронтенака в 1698 в должности губернатора колонии, он посвятил все свое мастерство и энергию умиротворению коренных народов. Монреальский договор (1701 г.), подписанный представителями 39 племён, стал венцом его усилий. В том же году он послал Антуана Ломета де ла Мота, сира де Кадильака, основать Детройт.
Одна из самых заметных фигур в истории Канады, он имел репутацию человека бескорыстного и честного.

## Семья
Де Кальер родился в Ториньи-сюр-Вир, Нижняя Нормандия.
Он был сыном Жака де Кальера, губернатора Шербура, и автора книги «Удача достойных мужчин и частных лиц, наставление искусству жизни при дворе согласно канонам политики и морали», и Мадлен Потье де Куре.
Франсуа де Кальер, старший сын в семье, был избран во Французскую академию в 1689 году и с отличием служил в дипломатическом корпусе Людовика XIV. В 1701 году, благодаря способности подражать королевскому почерку и владению французским языком, сменил Туссена Роз в должности секретаря, «держащего перо». Его обязанности, направленные на то, чтобы сэкономить время и усталость монарха, состояли в том, чтобы писать послания сановникам и главам иностранных государств, подражая почерку и стилю короля, и подписывать письма королевским именем. Такая позиция доверия дала Кальеру большую власть, которую он часто использовал для продвижения карьеры Луи-Эктора в Канаде.